# Cumeira de Baixo
Cumeira de Baixo é uma pequena localidade da freguesia de Aljubarrota, município de Alcobaça, em Portugal.
Antes da Reorganização Administrativa das Freguesias de 2013, pertencia à freguesia de São Vicente de Aljubarrota.

## Localização
Situa-se a pouco mais de 1 km da vila histórica de Aljubarrota, e faz fronteira a norte com o concelho de Porto de Mós. A aldeia encontra-se na estrada nacional 8, entre as aldeias de Olheiros e Cumeira. Dista cerca de 8 km da cidade de Alcobaça, a sede de concelho, e cerca de 25 km da cidade de Leiria, capital do distrito.

## Infraestruturas
Nesta povoação, está atualmente a ser construída uma capela, em honra de Nossa Senhora do Rosário de Fátima. Além disso, foi inaugurado a 7 de maio de 2006 um parque de merendas.
É realizada uma festa anual, no fim de semana mais próximo do dia 13 de maio, a Festa de Nossa Senhora do Rosário de Fátima, cujos lucros revertem para o acabamento das obras da capela.

## Localidades próximas
- Localidades na zona com valor histórico: Leiria, Batalha, Porto de Mós, São Jorge, Aljubarrota, Alcobaça, Pombal, Caldas da Rainha, Marinha Grande.
- Localidades com praias: Nazaré, Vieira de Leiria, praia das Paredes, São Martinho do Porto, Praia do Pedrógão, São Pedro de Moel, Foz do Arelho.